# Brand New Day (альбом Стінга)
«Brand New Day» — шостий студійний альбом британського музиканта Стінга. Випущений у 1999 році.

## Список композицій
1. «A Thousand Years» (Kipper, Стінг) — 5:57
2. «Desert Rose» (з Cheb Mami) — 4:45
3. «Big Lie, Small World» (з David Hartley) — 5:05
4. «After the Rain Has Fallen» — 5:03
5. «Perfect Love… Gone Wrong» (featuring Sté) — 5:24
6. «Tomorrow We'll See» — 4:47
7. «Prelude to the End of the Game» — 0:20
8. «Fill Her Up» (з James Taylor) — 5:38
9. «Ghost Story» — 5:29
10. «Brand New Day» — 6:19

### Японський бонус-трек
1. «Windmills of Your Mind»
2. «EPK» (Video)